# Tedrovec
Tedrovec je naseljeno mjesto u Republici Hrvatskoj u Zagrebačkoj županiji. 

## Zemljopis
Administrativno je u sastavu općine Brckovljani. Naselje se proteže na površini od 2,89 km².

## Stanovništvo
Prema popisu stanovništva iz 2001. godine u Tedrovcu živi 111 stanovnika i to u 30 kućanstava. Gustoća naseljenosti iznosi 38,41 st./km².
| broj stanovnika | 113   | 119   | 113   | 122   | 117   | 132   | 108   | 106   | 96    | 102   | 119   | 102   | 92    | 79    | 111   | 97    | 68    |
|                 | 1857. | 1869. | 1880. | 1890. | 1900. | 1910. | 1921. | 1931. | 1948. | 1953. | 1961. | 1971. | 1981. | 1991. | 2001. | 2011. | 2021. |